# Ice Age Adventure
Ice Age Adventure war eine Themenfahrt im Movie Park Germany, die an die Filmreihe Ice Age angelehnt ist. Ende 2016 wurde die Schließung der Attraktion aufgrund einer abgelaufenen Lizenz verkündet, weshalb die Attraktion ab 2017 nicht mehr in Betrieb genommen wurde. Sie wurde im Jahr 1996 mit ehemaliger Looney-Tunes-Thematisierung („Looney Tunes Adventure“) eröffnet und später als Konsequenz der Warner-Lizenz-Verluste umthematisiert.
In dieser Wasserrundfahrt durchfuhr man einige Szenen mit den bekannten Ice-Age-Charakteren. Diese waren nicht direkt an den Film angelehnt, sondern erzählten eine eigene Geschichte eines Vulkanausbruchs im Tal. Die Originalstimmen rund um Otto Waalkes und andere konnten nicht genutzt werden. In kleinen Booten mit zirka 12 bis 14 Plätzen fuhr man durch die Szenen und eine Abfahrt hinab. Die Attraktion wurde im Jahr 2016 nach etlichen Defekten der Figuren und abblätternder Farbe geschlossen. Der Verbleib der Szenen, einiger Animatronics und der Halle ist nicht bekannt. Das Zelt des Wartebereichs ist noch vorhanden und wurde seit Saisonstart 2017 als Picknickbereich genutzt. Einige gut erhaltene Animatronics stehen ebenfalls seit Anfang der Saison 2017 im Roxy-4D-Kino neben alten Ausstellungsstücken des ehemaligen Hollywood-Filmmuseums.
Seit der Saison 2017 werden ehemalige Boote der Attraktion in einer weiteren Attraktion des Herstellers Intamin verwendet. Bei dieser Anlage handelt es sich um Bermuda Triangle: Alien Encounter. Diese befindet sich ebenfalls im Movie Park Germany. Die Boote wurden durch Bauchbügel ergänzt, um Sicherheitsstandards zu genügen. Die Boote aus der Attraktion Ice Age Adventure heben sich durch die unterschiedliche Holzverkleidung von den anderen Booten des Bermuda Triangle: Alien Encounter ab. Zusätzlich tragen diese keinen Schriftzug wie ihre Vergleichsobjekte.
Grund für die Verlagerung der Boote war, dass man eine höhere Kapazität des Bermuda Triangle: Alien Encounter erreichen wollte. Der Fakt, dass die Attraktion seit Ende der Saison 2016 nicht betriebsbereit war, war auch ein wesentlicher Aspekt der Verlagerung.
In der Saison 2018 wurde die Halle der ehemaligen Attraktion, anlässlich des 20. Jubiläums des Halloween-Events („Halloween Horror Festival“), zur Maze Wrong Turn der gleichnamigen Filmproduktion, aus dem Jahr 2003, unthematisiert. Als Wartebereich der Maze wurde das Alte Zelt genutzt, welches mit Autos der Themenbereiche Streets Of New York oder dem ehemaligen Marienhof ausgestattet wurde. Die bereits vorhandenen Waldkulissen wurden durch Tankstelle, Ranger-Office und Hotel ergänzt. Besonderheiten dieser Maze waren, dass man mit extern gesteuerter LED-Gaslampe (siehe Alton Towers) durch die ehemalige Fahrtrinne lief. Dies war Zeitgleich auch die erste Maze im monsterfreiem Nickland.
Zusätzlich werden Animatronics der ehemaligen Ice Age Adventure Attraktion in der Outdoor-Maze Circus of Freaks genutzt.
2021 eröffnete der Multi-Dimension-Coaster der Firma Intamin "Movie Park Studio Tour" in derselben Halle die Tore.